# Acmaea mitra
Acmaea mitra is een slakkensoort uit de familie van de Acmaeidae. De wetenschappelijke naam van de soort is voor het eerst geldig gepubliceerd in 1833 door Rathke.